# 819
819 (DCCCXIX) je bilo navadno leto, ki se je po julijanskem koledarju začelo na soboto.

## Dogodki
- začetek upora Ljudevita Posavskega.

## Smrti
- Achaius, škotski kralj